# Dryptodon muehlenbeckii
Dryptodon muehlenbeckii là một loài Rêu trong họ Grimmiaceae. Loài này được (Schimp.) Loeske mô tả khoa học đầu tiên năm 1910.